# Kung Fu (Fernsehserie)
Kung Fu ist der Name einer US-amerikanischen Fernsehserie, die von 1972 bis 1975 erstmals gesendet wurde. Die Serie handelt von dem Shaolin-Mönch Kwai Chang Caine (David Carradine), der in der 2. Hälfte des 19. Jahrhunderts die USA auf der Suche nach seinem Halbbruder durchstreift und mit Hilfe des Shaolin Kung Fu, seiner buddhistischen Philosophie und seiner sonstigen Fähigkeiten verschiedene Abenteuer besteht. Die in den 1990er-Jahren produzierte vierstaffelige Nachfolgeserie Kung Fu – Im Zeichen des Drachen dreht sich um Caines Enkel, wiederum verkörpert von David Carradine.

## Kung Fu – Die ursprüngliche Serie

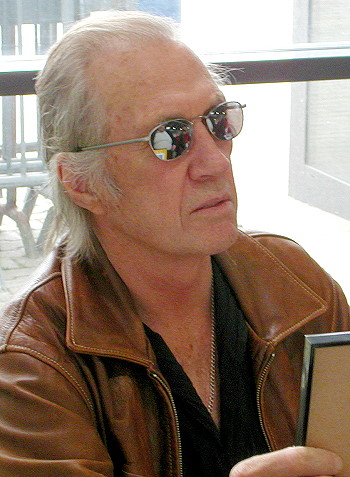
David Carradine, Darsteller des Kwai Chang Caine (Aufnahme von 2006)

### Handlung
Die Fernsehserie Kung Fu (1972–1975) handelt von den Abenteuern eines (halb-)chinesischen Shaolin-Mönches namens Kwai Chang Caine in der zweiten Hälfte des 19. Jahrhunderts. Caine tötete während einer von ihm nicht verursachten Auseinandersetzung im Kampf ein Mitglied der kaiserlichen Familie und war deshalb gezwungen, China zu verlassen. Er geht in den Westen der Vereinigten Staaten, um seiner Ergreifung zu entgehen und um dort seinen Halbbruder zu suchen, und durchstreift dabei allein den Wilden Westen. Dabei versucht er stets, die ihm begegnende ruppige, westliche Lebensart der Cowboys mit den im buddhistischen Kloster verinnerlichten Werten von Friedfertigkeit und Gewaltlosigkeit in Einklang zu bringen. Ein wesentlicher Bestandteil jeder Episode sind Caines in Rückblenden gezeigte Erinnerungen an seine Jugendjahre in einem buddhistischen Tempel in China.
Die den chinesischen Einwanderern in den westlichen Bundesstaaten der USA entgegengebrachte offene Feindseligkeit ist Thema von vielen Episoden. So gelingt es Caine einmal, einen vertuschten Mord an einem Chinesen in einer Kleinstadt aufzuklären, während er in einer anderen Folge (Caine und das Mädchen mit der Mandoline, Staffel 1, Folge 10) trotz dünner Beweislage selbst unter Mordanklage gestellt wird.
Die Serie traf offensichtlich den Zeitgeist. Zahlreiche bekannte Schauspieler waren in Gastrollen zu sehen. Einzelne Folgen der Serie wurden mit Preisen ausgezeichnet, beispielsweise dem Emmy Award und dem Writers Guild of America Award. Obwohl die in der Serie gezeigte Kampfkunst kaum als herausragend bezeichnet werden kann, trug die Serie doch zur Popularität der chinesischen Kampfkünste, aber auch zur fälschlichen Verwendung des Begriffes Kung Fu im Westen bei.
Es gibt Berichte, nach denen die Serie ursprünglich von Bruce Lee unter dem Namen The Warrior erdacht wurde und er die Idee mit den späteren Produzenten der Serie diskutiert habe. Die Produzenten der Serie bestreiten dies jedoch. Jerry Thorpe (Regisseur) hatte sich zwar den damals noch relativ unbekannten Bruce Lee tatsächlich als Besetzung für die Hauptrolle gewünscht, doch nach dem Interview entschieden sich die Produzenten letztlich wegen seines starken Akzents gegen ihn.

### Sonstiges
- Der Shaolin-Tempel, welcher in den Rückblenden erscheint, stammte ursprünglich vom Set des Filmes Camelot – Am Hofe König Arthurs, der 1967 gedreht wurde.
- In der deutschen Fassung der Serie wird als Titelmusik und im Abspann der Hit Kung Fu Fighting von Carl Douglas gespielt, während im englischen Original die Titelmelodie wiederverwendet wird.

### Besetzung
- In einzelnen Folgen haben prominente oder später prominent gewordene US-Schauspieler Gastauftritte, beispielsweise Harrison Ford, Leslie Nielsen, William Shatner, Jodie Foster, Barbara Hershey, Patricia Neal, Lew Ayres, Rhonda Fleming, Jack Elam, Eddie Albert, John Saxon, Carl Weathers, Sondra Locke, Don Johnson und Jim Davis.
- In einer Folge haben die Musiker Cannonball Adderley und José Feliciano einen Gastauftritt.
- Den Kwai Chang Caine im Kindesalter spielte der US-amerikanische Schauspieler Radames Pera und im jungen Mannesalter Keith Carradine, der Halbbruder des Hauptdarstellers.

### Hörspiele
Von dem Schallplatten-Label Europa wurden 1976 in Deutschland drei Hörspiele mit Horst Frank als Sprecher des Lon Dsi (der die Rolle des Kwai Chang Caine ersetzte, um Urheberrechtsverletzungen vorzubeugen) vertont:
- Der Tiger vom Apache Creek
- Rache für Doc Sunshine
- Überfall auf Mountain City

Zwei weitere Hörspiele sind 1975/1976 beim Label Bunny/WEA Musik GmbH (WEA Records) auf MusiCassette und LP erschienen. Sie sind direkter an die Fernsehserie angelehnt und verwenden die Originalnamen der Figuren. Die Cover sind mit je fünf Originalfotos aus der Serie versehen, eines davon jeweils als großformatiges Coverbild. Als Titelmusik erklingt (genau wie bei Europa) das Intro aus dem Popsong Kung Fu Fighting von Carl Douglas. Die Titelrolle Caine wurde im Erwachsenenalter von Lutz Mackensy gesprochen und in den Kindheitsrückblenden von Lutz Schnell. (Hörspielautor: Peter Lach, Ton: Hans-Joachim Herwald, Regie: Michael Weckler, Produktion: Proton, Hamburg)
- Das Geheimnis des Kwai Chang Caine
- Der Fluch des Goldes

### Comics
Die TV-Serie wurde von Martin Asbury in Comic-Form adaptiert. Auf Deutsch erschienen diese Comics im Magazin ZACK des Koralle-Verlags, sowie als eigene Albenausgabe mit dem Signet „ZACK präsentiert“. Als solches erschien allerdings nur Band 1, ein zweites Album erschien dann innerhalb der Reihe ZACK Box als Band 20. Beide Bände führten den Serientitel Caine, der Meister des Kung-Fu.

## Kung Fu – Der Film
Zwischen den beiden Serien, kurz vor Beginn der Reihe Kung Fu – Im Zeichen des Drachen, wurde noch ein Fernsehfilm, in dem David Carradine den ursprünglichen (gealterten) Kwai Chang Caine spielt, produziert. Dort trifft Caine auf seinen Sohn, der von Brandon Lee verkörpert wird (quasi der Vater des K. C. Caine aus der Im Zeichen des Drachen-Serie, also der Großvater Peter Caines).
Der wesentliche Teil dieses Films fußt auf dem Vater-Sohn-Konflikt der beiden, da Caine Junior seinen Vater töten will, weil er glaubt, Kwai Chang hätte ihn und seine Mutter vorsätzlich verlassen, bzw. im Stich gelassen.
Schließlich können sich die beiden aber im doppelten Sinne „zusammenraufen“, und Caine senior hat noch die Gelegenheit, seine Fähigkeiten durch Meditation ins Übernatürliche zu steigern, so dass er auch z. B. im Lotossitz zu schweben vermag.

## Kung Fu – The Next Generation
Ebenfalls zwischen den beiden Serien entstand ein weiterer Fernsehfilm mit Brandon Lee als Kwai Chang „Johnny“ Caine. Sein Vater Kwai Chang Caine wird dort von David Darlow verkörpert. Kung Fu – The Next Generation wurde in Deutschland bisher noch nicht veröffentlicht.

## Kung Fu – Die Rückkehr der Legende
Kung Fu – Die Rückkehr der Legende ist der Pilotfilm zur Serie Kung Fu – Im Zeichen des Drachen. Der Film thematisiert Kwai Chang Caines Verlust des Sohnes Peter Caine und das Wiederfinden.

## Kung Fu – Im Zeichen des Drachen

### Handlung
Der in der Gegenwart spielende, von 1993 bis 1997 produzierte Ableger Kung Fu – Im Zeichen des Drachen (Originaltitel: Kung Fu – The Legend Continues) behandelt das Schicksal des Enkels von Caine, eines verwitweten Shaolin-Mönchs, der ebenfalls den Namen Kwai Chang Caine trägt. Der Mönch (der wieder von David Carradine gespielt wird) unterstützt mit Hilfe der asiatischen Kampfkunst und der chinesischen Mystik seinen Sohn Peter Caine bei der Aufklärung von Verbrechen. Peter ist unter der Obhut seines Vaters als Shaolin-Mönch erzogen worden; doch die fünfzehnjährige Trennung vom Vater nach der Zerstörung des Tempels hat ihn westlich beeinflusst, so dass er die Spiritualität und die andauernde Einmischung seines Vaters in die Polizeiarbeit und in sein Privatleben zunächst stark ablehnt.
Von wesentlicherer Bedeutung als in der Originalserie sind Geister, Amulette sowie der mystische Glaube an das Qi. Peter hält die überlieferten Traditionen seines Vaters zunächst für Humbug, bis er im Laufe seiner eigenen Entwicklung erkennt, dass diese mystischen Mächte auch ihn beeinflussen und er zur Erfüllung seiner Mission als Polizist und spiritueller Kämpfer auf diese verborgenen, von seinem Vater im Shaolin-Tempel erworbenen Lehren zurückgreifen kann.

### Sonstiges
- Die Außenaufnahmen wurden in San Francisco gedreht.

### Darsteller
- Kwai Chang Caine (David Carradine)
- Peter Caine (Chris Potter)
- Peter Caine als Kind (Nathaniel Moreau)
- Li Si / Der Alte (Kim Chan)
- Captain Paul Blaisdell (Robert Lansing)
- Chief Detective Frank Strenlich (William Dunlop)
- Detective Jody Blackmore Powell (Belinda Metz)
- Detective Mary Margaret Skalany (Victoria Snow)
- Captain Karen Simms (Kate Trotter)
- Detective Kermit Griffin (Scott Wentworth)
- Dr. Nicholas Elder (David Hewlett)
- Erzähler Stimme (Richard Anderson)

## DVD-Veröffentlichung
Warner Home Video veröffentlichte 2004 und 2005 für die Region 1 (USA und Kanada) alle drei Staffeln der Serie. In Deutschland wurden die ersten beiden Staffeln als Einzelreleases erstmals 2005 für den deutschen Heimkinomarkt herausgebracht. Im Oktober 2022 veröffentlichte Pidax Film eine Komplettbox mit allen Staffeln der Serie in deutscher Sprache.
Von der Nachfolgeserie Kung Fu – Im Zeichen des Drachen wurde im Oktober 2009 in Deutschland die erste Staffel veröffentlicht.
Der Pilotfilm Kung Fu – Die Rückkehr der Legende ist auf Blu-ray Disc in zwei Versionen erhältlich - im Original mit FSK 18 und eine gekürzte Version mit FSK 16.